# دينيس مان
دينيس مان (بالرومانية: Dennis Man)‏ (26 أغسطس 1998 بأراد في رومانيا - ) هو لاعب كرة قدم روماني في مركز مهاجم ‏. شارك مع منتخب رومانيا تحت 19 سنة لكرة القدم ومنتخب رومانيا تحت 21 سنة لكرة القدم ومنتخب رومانيا لكرة القدم. أما مع النوادي، فقد لعب مع نادي ستيوا بوخارست ويو تي أي أراد.

## وصلات خارجية
- دينيس مان على موقع الاتحاد الدولي (مؤرشف)  (الإنجليزية)
- دينيس مان على موقع الاتحاد الأوربي (الإنجليزية)
- دينيس مان على موقع قاعدة بيانات كرة القدم.إي يو (الإنجليزية)
- دينيس مان على موقع ناشيونال فوتبول تيمز (الإنجليزية)
- دينيس مان على موقع Soccerway.com (الإنجليزية)
- دينيس مان على موقع عالم كرة القدم.نت (الإنجليزية)
- دينيس مان على موقع AS.com (الإسبانية)